# 隊長機

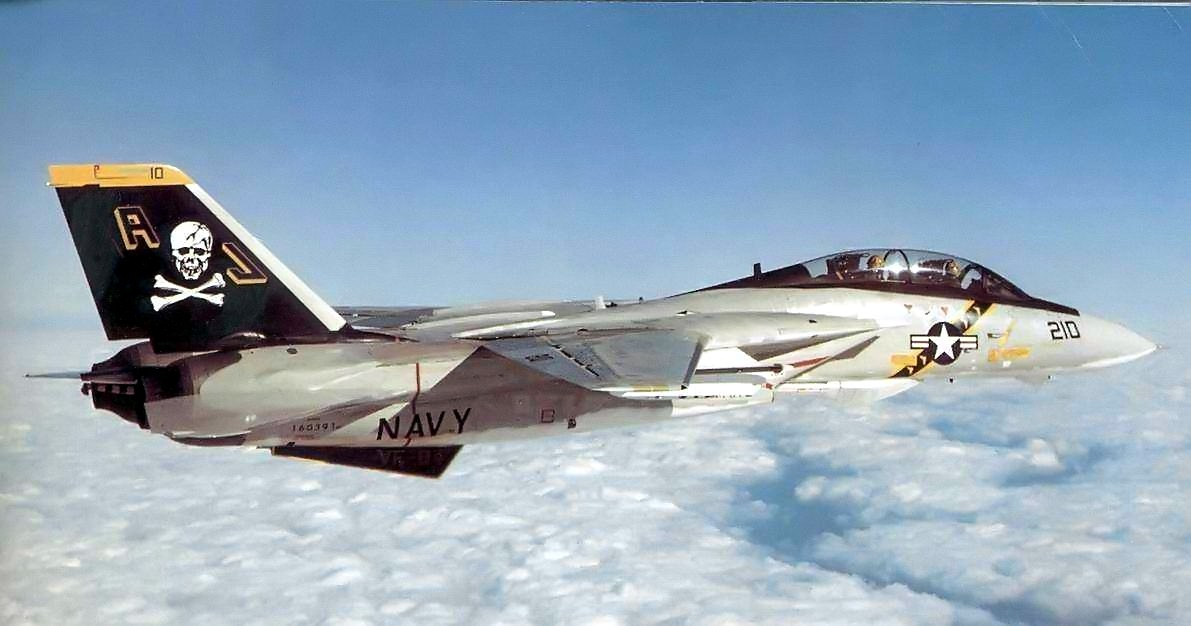
美國海軍的F-14A，由機身編號可見其為該航空聯隊第二中隊之10號機，中隊紋章與聯隊識別碼則漆繪於垂直尾翼上。

隊長機，或稱长机，是指在戰場上第一線的指揮軍官所搭乘的載具（如飛機、機動步兵、戰車等），在任務編隊中，隊長機要負責臨機應變指示僚機使用的戰術陣形。在軍事寫實派的科幻作品中，隊長機是很重要的要素。現實生活中，因各單位長官時常忙於各種行政文書作業，這些所謂"隊長機"在平時通常會指派給其他隊員輪流駕駛。

## 軍事
在軍事上，隊長機代表兩方面的意義：
一個是部隊編制上，固定分配給某一個階層指揮官的載具，譬如說戰車連連長的專屬戰車，戰鬥機中隊長的座機等。
另外一個是任務編制上，在該次任務當中擔任指揮角色的軍人搭乘的載具，譬如說現代戰機編隊當中的長機。每一次任務編隊都可能是不同的人擔任長機的位置，而每一項任務當中也可能有超過一個以上的編隊，每一個編隊都會有各自的長機。
隊長機較為常見的使用場合在描述任務編隊當中的長機。
二戰結束前，通常隊長機（相對於隊長機，海軍稱為旗艦、陸軍機械化部隊則有隊長車）主要差異在於無線電指揮系統較為完整複雜、功能強大，有利於指揮僚機與掌握戰場狀況。後隨科技發展，隊長機的差異與一般僚機裝備已經幾無差異。

## 科幻作品

### 機動戰士鋼彈
在一年戰爭中，吉翁的許多ACE（王牌飞行员）都有針對其使用習慣開發的隊長專用機，最著名的是夏亞·阿茲納布爾所搭乘的數架紅色有角的專用機（也是GUNDAM系列的戲仿老笑話主要來源）。普通的吉翁的隊長通常會在ms的頭上加上角（有部份機體會例外，如德姆）

### 超時空要塞
直接承襲美國海軍之編號方式，超時空要塞中聯合國軍機身識別序號最後兩碼為“00”者為聯隊長機，01為中隊長機，第一碼則為中隊於聯隊中之番號。同时队长机在火力上有所加强，座機头部的镭射機炮数量是一般机体的两倍。
例：AJ201
- AJ：航空聯隊識別碼（各聯隊皆不同）
- 2：第二中隊
- 01：中隊長機